# Čudo s kosičkami
Čudo s kosičkami (Чудо с косичками) è un film del 1974 diretto da Viktor Abrosimovič Petrov.

## Trama
Il film racconta la storia di una giovane e talentuosa ginnasta sovietica Ol'ga Korbut, che si chiamava Meraviglia dai capelli lunghi.